# Jean Douarinou
Jean Douarinou (* 17. Juni 1906 in Chợ Lớn, Französisch-Indochina, heute: Vietnam; † 15. März 1989 in Frankreich) war ein französischer Szenenbildner.

## Leben und Wirken
Douarinou wurde im französischen Kolonialgebiet Indochina geboren und erhielt seine künstlerische Ausbildung an einer Kunstgewerbeschule (École des arts décoratifs). Anschließend verdiente er sich seinen Lebensunterhalt als Werbezeichner, Ausstatter, Journalist und Kunstschmied. 1932 stieß Douarinou zum Film. Zwei Jahre darauf konnte er erstmals als eigenständiger Filmarchitekt arbeiten. Bis in die frühe Nachkriegszeit schuf Douarinou nahezu ausschließlich die Bauten zu B-Produktionen, ausgenommen das düstere Meisterwerk Spiel der Erinnerung, von Julien Duvivier, wo Douarinou dem arrivierten Kollegen Serge Pimenoff zuarbeitete. 
Im Lauf der 1950er Jahre wurden seine Aufträge etwas ambitionierter. Jean Douarinou lieferte seine quantitativ umfangreichsten wie qualitativ wertvollsten Dekorationen zu Abel Gances Spätwerken Austerlitz – Glanz einer Kaiserkrone und Cyrano und d’Artagnan, die von einer hohen Schaupracht zeugen. Gelegentlich hat der Szenenbildner auch als Filmeditor gearbeitet. Jean Douarinou war mit der Schauspielerin Madeleine Sologne verheiratet, sein Bruder war der Kameramann Alain Douarinou (1909–1987).

## Filmografie
- 1934: Cartouche
- 1935: Juanita
- 1935: Mademoiselle Mozart
- 1936: Gigolette
- 1936: Jeunes filles de Paris
- 1936: Marinella
- 1936: La tentation
- 1937: Spiel der Erinnerung (Un carnet de bal)
- 1937: Cinderella
- 1937: Franco de port
- 1937: L’occident
- 1938: Bar du sud
- 1938: Les femmes collantes
- 1938: La route enchantée
- 1939: Bécassine
- 1939: Quartier sans soleil
- 1940: Ceux du ciel
- 1940: Ils étaient cinq permissionnaires
- 1941: Après l’orage
- 1941: Feu sacré
- 1942: Le camion blanc
- 1943: L’escalier sans fin
- 1945: Dorothée cherche l’amour
- 1946: Fausse identité
- 1947: Le diable souffle
- 1948: Fandango
- 1951: Die Wahrheit über unsere Ehe (La vérité sur Bébé Donge)
- 1952: Le témoin de minuit
- 1953: Rasputin (Raspoutine)
- 1954: La Castiglione
- 1954: Leguignon guérisseur
- 1955: La plus belle des vies
- 1956: Mörder und Diebe (Assassins et voleurs)
- 1956: Die Abenteurerin von Paris (L’aventurière des Champs-Elysées)
- 1956: Zum Glück gibt es ihn doch (Le pays d’ou je viens)
- 1957: Piraten von Madagaskar (La Bigorne, Caporal de France)
- 1957: Unter glühender Sonne (The Vintage)
- 1958: Insel der Versuchung (L’île du bout du monde)
- 1959: Vous n’avez rien à déclarer?
- 1960: Austerlitz – Glanz einer Kaiserkrone (Austerlitz)
- 1960: Candide oder: Der Optimismus im 20. Jahrhundert (Candide)
- 1961: Les croulants se portent bien
- 1962: Mon oncle du Texas
- 1962: Cyrano und d’Artagnan (Cyrano et d'Artagnan) (UA: 1964)
- 1963: Les durs à cuire
- 1966: Das Geheimnis der blutigen Perlen (Le vicomte règle ses comptes)
- 1967: Happening